# كرتون نتورك (اليابان)
كرتون نتورك (اليابان) (بالإنجليزية: Cartoon Network)‏ (باليابانية: カートゥーン ネットワーク) ، هي قناة للرسوم المتحركة الأمريكية الموجهة للمشاهدين في اليابان لفئة الأطفال والمراهقين، بدأت بثها لأول مرة في 1 سبتمبر عام 1997م، باللغة اليابانية.

## قائمة المسلسلات
- عالم غامبول المدهش
- الدببة الثلاثة
- وقت المغامرة
- بن 10
- فتيات القوة (مسلسل تلفزيوني 2016)
- فتيات القوة
- أبطال التايتنز انطلقوا!
- يونيكيتي!
- كلارنكس
- العم جدو
- العرض العادي
- ستيفن البطل
- ديسي سوبر هيرو غيرلز
- ليغو نينجاغو: أبطال السبينجيتسو
- مختبر دكستر
- توم وجيري
- عرض لوني تيونز
- الأميرة ياقوت
- تشاودر
- أودبودز
- Friends girls on mission
- أبناء توم وجيري
- أوغي والمشاكسون
- ماو ماو: أبطال وادي القلب الطيب
- النمور الصاعقة هاووو (الأنمي الوحيد الذي عرض على كرتون نتورك اليابانية)

## وصلة خارجية
- الموقع الرسمي